# Kincsem
Kincsem (ungarisch: „mein Schatz“; * 17. März 1874 in Tápiószentmárton; † 17. März 1887 in Tápiószentmárton) war eine Englische Vollblutstute und ist das – gemessen an der Zahl der Siege – bislang erfolgreichste Rennpferd der Geschichte. Die oft als Wunderstute bezeichnete braune ungarische Stute gewann alle 54 Rennen, in denen sie an den Start ging.

## Abstammung
Kincsem wurde 1874 in Tápiószentmárton, Ungarn, geboren.
Der Vater Cambuscan gewann als Zweijähriger u. a. die July Stakes von Newmarket und war u. a. Dritter im englischen St. Leger. Der Rennrecord ist leider nicht vollständig bekannt. Er war wohl kein überragendes Rennpferd, aber auch nach heutigen Maßstäben für die Zucht qualifiziert. Die Mutter Waternymph vertrat hohe Rennklasse und siegte u. a. dreijährig im Nemzeti Dij (d. i. Ungarische 2000 Guineas) und fünfjährig im Stutenpreis zu Pest (daraus entstand später das Ungarische Oaks-Rennen) und im Kaiserspreis I. Classe zu Klausenburg.

## Rennlaufbahn
Kincsem startete bereits als Zweijährige in zehn Rennen in Deutschland und Österreich-Ungarn. Bedenkt man die damals langwierigen und anstrengenden Reisen, muss dieses Pensum umso höher gewertet werden. Für die heutige Zeit ist es nur schwer vorstellbar, dass ein hocheingeschätztes Pferd zweijährig so oft an den Start gebracht würde. Auch in den nächsten Jahren blieb das Rennpensum mit 17 Rennen als Dreijährige, 15 Rennen als Vierjährige und zwölf Rennen als Fünfjährige relativ hoch. Insbesondere muss man hierbei die im Vergleich zu heute bedeutend schlechteren Transportbedingungen berücksichtigen, die die Leistung der Stute noch unterstreichen. Sie war das erste Pferd, dem es gelang, dreimal den Großen Preis von Baden zu gewinnen. Nur Oleander konnte diesen Erfolg wiederholen, wofür nach beiden in Iffezheim – dem Standort der Rennbahn – Straßen benannt wurden.

## Zuchtlaufbahn
Kincsem war nur eine kurze Zuchtlaufbahn beschieden, da sie bereits dreizehnjährig nach der Geburt eines Fohlens an Kolik verstarb. Von den fünf Nachkommen, die sie hinterließ – zwei Hengste und drei Stuten – starb ein Hengst (Kincs-Or) auch noch kurz vor seinem Start im Deutschen Derby, aber eine Stute (Budagyöngye) konnte das Deutsche Derby gewinnen, eine andere Stute (Ollyan-Nincs) das ungarische St. Leger. Ihre Nachkommen sammelten in Europa insgesamt 41 Siege in klassischen Rennen ein und hatten großen Einfluss auf die europäische Vollblutzucht.
Die im Gestüt Röttgen bedeutende Familie der Winnica geht über Ollyan-Nincs auf Kincsem zurück. Aus dieser Familie stammen so hervorragende Pferde wie Wahnfried (u. a. Sieger im GP von Baden), Wacholdis (Champion-Zweijährige 1950), Walesiana (Klassische Siegerin), Wauthi und Well Made (beide mehrfache Gruppe 1 Sieger) und noch eine große Anzahl guter und sehr guter Pferde.
Talpra Magyar war als Rennpferd nicht erfolgreich, wurde aber wohl auch wegen seiner berühmten Mutter als Deckhengst aufgestellt und brachte einige Pferde, die nach heutigen Maßstäben Gruppe 1 Sieger waren. Besonders erwähnt werden muss sein Sohn Tokio, der im Bereich der alten Donaumonarchie ein sehr gutes Rennpferd und ein erfolgreicher Deckhengst war.

## Verfilmung
Kincsem kam 2017 in die ungarischen Kinos und galt zur Veröffentlichung als teuerster ungarischer Historienfilm.